# Árbol de Año Nuevo

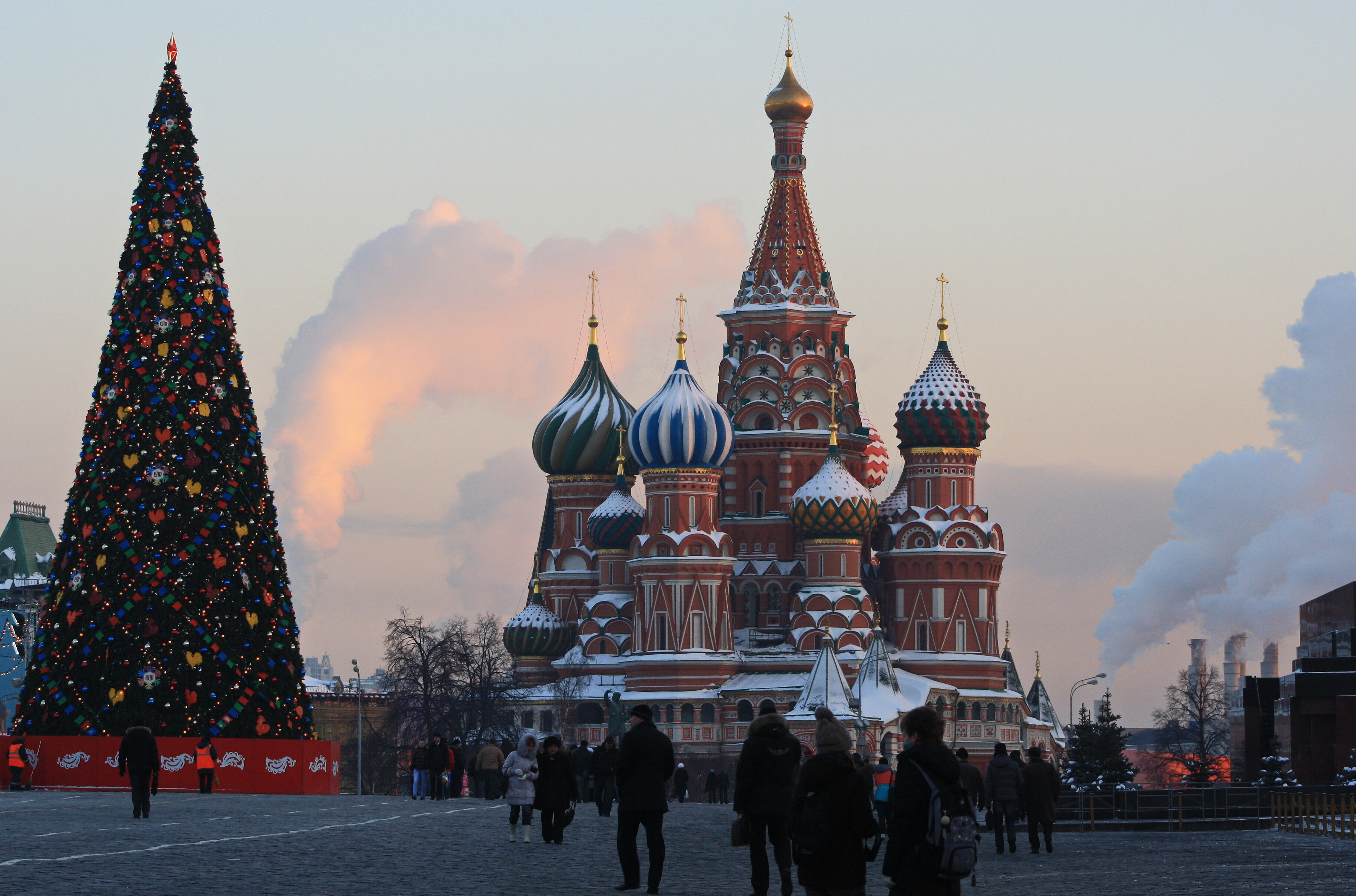
El árbol de Año Nuevo en la Plaza Roja de Moscú.

El Árbol de Año Nuevo, son árboles decorados similares a los árboles de Navidad que se exhiben para celebrar específicamente el Año Nuevo. No deben confundirse con la práctica de dejar un árbol de Navidad hasta después de Año Nuevo. Los árboles de Año Nuevo son comunes en varias culturas y naciones, principalmente en la antigua Unión Soviética, antigua Yugoslavia, Turquía, China y Vietnam.

## Tradiciones rusas y turcas
Rusia y la cultura turca de los árboles de Año Nuevo son de las mismas variedades que los usados para los árboles de Navidad, aunque un árbol de abeto es el tipo más usual. Las decoraciones son las mismas que las de los árboles de Navidad. Mientras que los norteamericanos rusos y turcos que compran un árbol después de Navidad, cuando los precios han caído en picado, podrían disfrutar de ahorros notables, la mayoría no espera más allá de Navidad para comprar sus árboles.

### Historia del árbol del año nuevo soviético

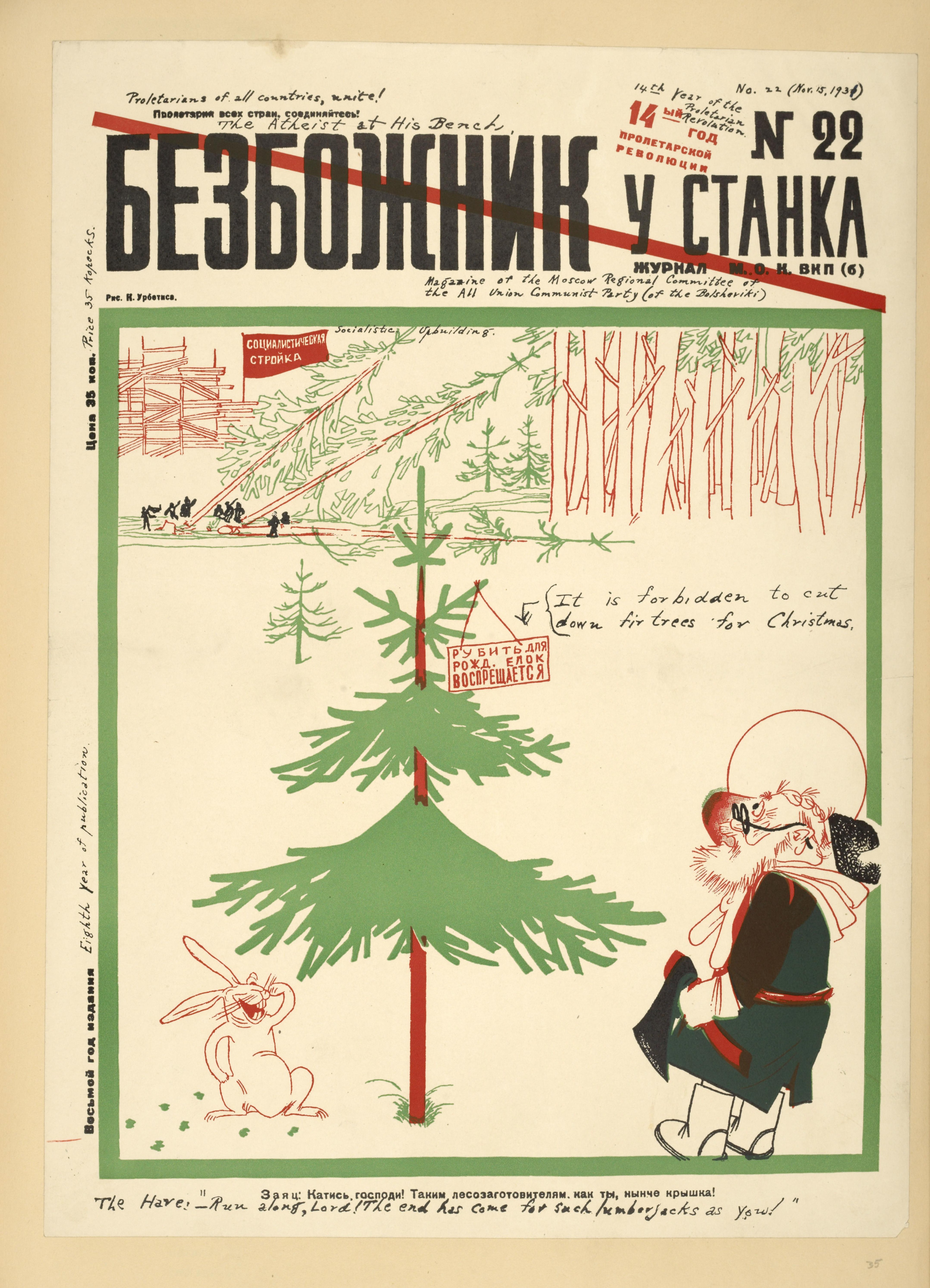
Una edición de 1931 de la revista soviética Bezbozhnik, distribuida por la Sociedad de los Sin Dios, que representa a un sacerdote cristiano ortodoxo a quien se le prohibió talar un árbol para Navidad.

La tradición de instalar y decorar un árbol por Navidad (en ruso: ёлка, pron. yolka, «tala de abeto») se remonta al siglo XVII cuando Pedro el Grande importó la práctica como resultado de sus viajes por Europa. Pedro decretó en 1699 que el Año Nuevo se celebrara el 1 de enero en lugar del 1 de septiembre, y que «las ramas y los árboles de abeto, pino y enebro se usaran para decorar las casas y las puertas de las calles principales». Sin embargo, en la Rusia Imperial, yolka fueron prohibidos a partir de 1916 por el Sínodo como una tradición que se originó en Alemania, que era el enemigo de Rusia durante la Primera Guerra Mundial.
Después de la revolución rusa de 1917, las celebraciones navideñas, junto con otras fiestas religiosas, fueron desalentadas y de hecho prohibidas como resultado de la campaña soviética de la guerra civil rusa. La Sociedad de los Sin Dios animó a los alumnos de la escuela a hacer campaña contra las tradiciones navideñas, entre ellas el árbol de Navidad, así como otras fiestas cristianas, incluyendo la Pascua; la Sociedad estableció un día festivo antirreligioso para que fuera el 31 de cada mes como reemplazo. Con el árbol de Navidad prohibido de acuerdo con la legislación antirreligiosa soviética, la gente sustituyó la antigua costumbre navideña por «árboles de Año Nuevo».
El árbol de Año Nuevo fue alentado en la URSS después de la famosa carta de Pavel Postishev, publicada en Pravda el 28 de diciembre de 1935, en la que pedía que se instalaran árboles en escuelas, hogares de niños, palacios de los Pioneros, clubes de niños, teatros de niños y cines. En su carta, Postyshev escribió:

En la era prerrevolucionaria, la burguesía y los funcionarios capitalistas siempre ponían un árbol para sus hijos en Año Nuevo. Los niños de la clase obrera miraban con envidia a través de las ventanas al reluciente árbol adornado con luces de colores y a los niños de los ricos que jugaban a su alrededor. 
¿Por qué nuestras escuelas, orfanatos, guarderías, clubes de niños y palacios de jóvenes pioneros privan a los niños de la clase trabajadora del estado soviético de este maravilloso disfrute? Porque algunos exageradores de «izquierdas» denunciaron este pasatiempo como una indulgencia de los niños burgueses.
Es hora de poner fin a esta condena injusta del árbol, que es una alegre diversión para los niños. Los líderes de los exploradores de Young Pioneer están llamados a organizar celebraciones navideñas para los niños con árboles de Año Nuevo. En las escuelas, orfanatos, clubes, cines y teatros - los árboles de Año Nuevo de los niños deben estar en todas partes! No debería haber una sola aldea o granja comunitaria donde la junta local, junto con los miembros de la Liga Comunista Juvenil, no ofrezca un árbol de Año Nuevo para sus hijos. Los ayuntamientos, los presidentes de los comités ejecutivos de distrito, los consejos de aldea y las autoridades educativas deben trabajar para llevar el árbol de Año Nuevo a los hijos de nuestra gran patria socialista.
Nuestros hijos nos agradecerán que les devolvamos el árbol de Año Nuevo.
Estoy seguro de que los Jóvenes Comunistas tomarán una parte muy activa en esta empresa y eliminarán la tonta idea equivocada de que el árbol de Año Nuevo es un exceso burgués.
Así que, ¡organicemos una celebración de Año Nuevo para los niños y organicemos un buen árbol de Año Nuevo soviético en todas nuestras ciudades y pueblos rurales!

En 1937, se instaló también un árbol de Año Nuevo en el Moscú en la Casa de los Sindicatos. La invitación se convirtió en una cuestión de honor para los niños soviéticos. Después de la disolución de la Unión Soviética, el estigma contra la religión disminuyó en medio de un renovado interés público.

### Historia del árbol de Año Nuevo turco

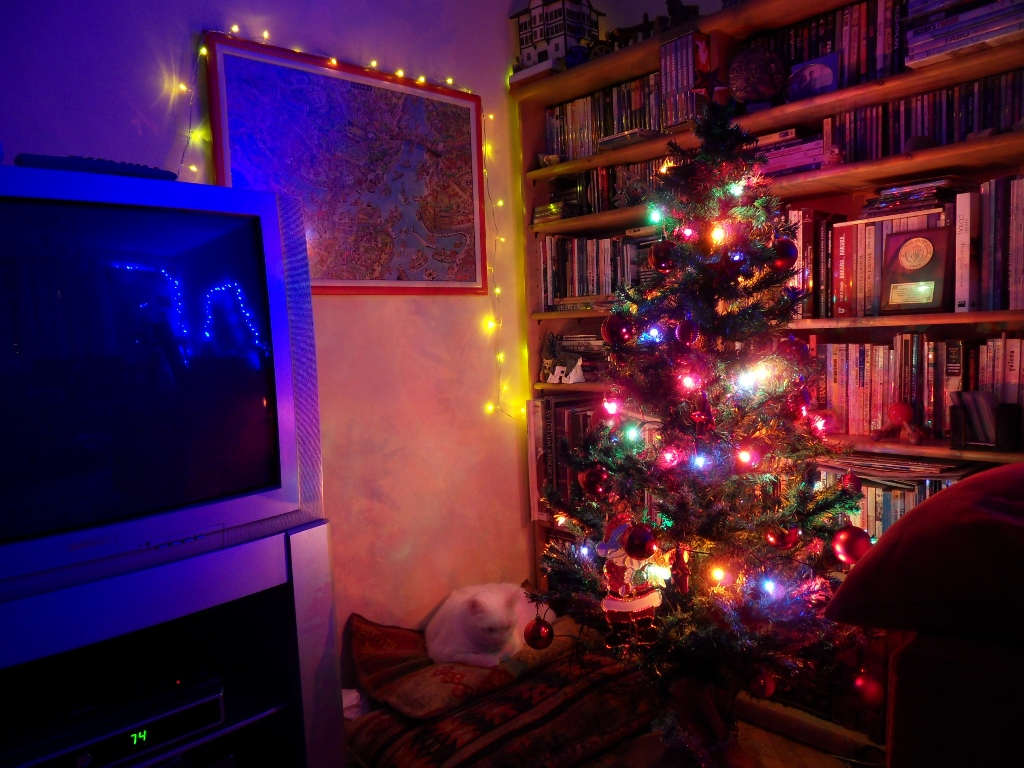
Decoraciones de Año Nuevo en una casa turca.

Un árbol de Año Nuevo turco (en turco: Yılbaşı Ağacı) se parece a un árbol de Navidad con adornos navideños. Se le llama árbol de Año Nuevo porque es específico del Año Nuevo y, con cerca del 95% de la población de Turquía musulmán, la mayoría turcos no celebran la Navidad.
Tras la modernización de Turquía, el calendario islámico y el calendario fiscal fueron sustituidos por el calendario gregoriano y las celebraciones de Año Nuevo comenzaron a finales de la década de 1920. Las celebraciones se hicieron populares en Turquía y los árboles de Navidad fueron traídos al país como árboles de Año Nuevo. Desde entonces, la costumbre de crear un árbol para el Año Nuevo es un evento tradicional en Turquía. Se suele poner en marcha entre principios de diciembre y finales de enero, siendo la fecha intermedia la de Nochevieja. También, el hábito de dar regalos en Navidad fue cambiado a dar regalos de Año Nuevo. El árbol de Año Nuevo puede considerarse un ejemplo de la cultura occidental cultura turca o de la cultura turca europea.

## Costumbres vietnamitas y cantonesas

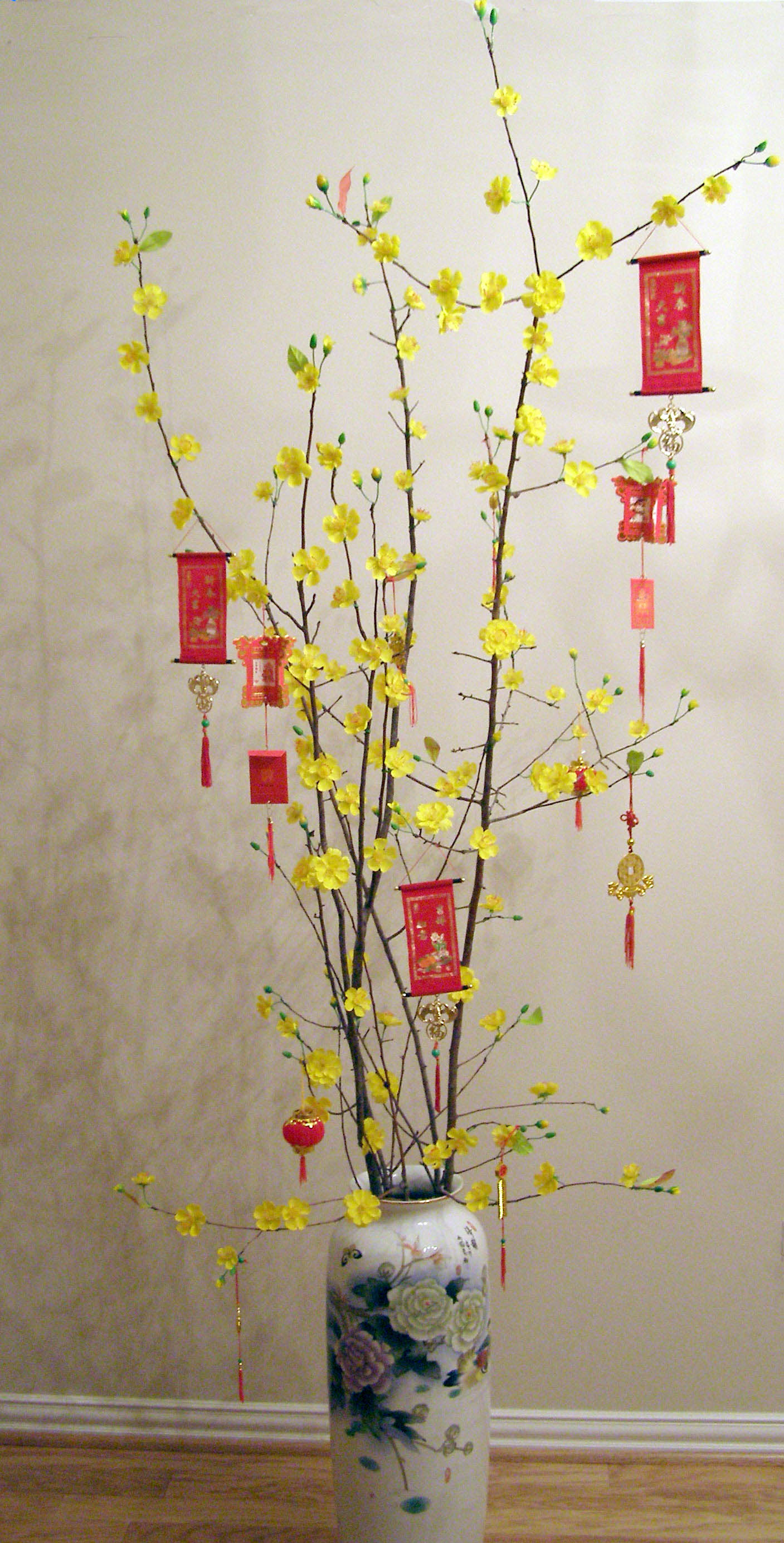
Un pequeño árbol «hoa mai» decorado para vietnamitas Tết.

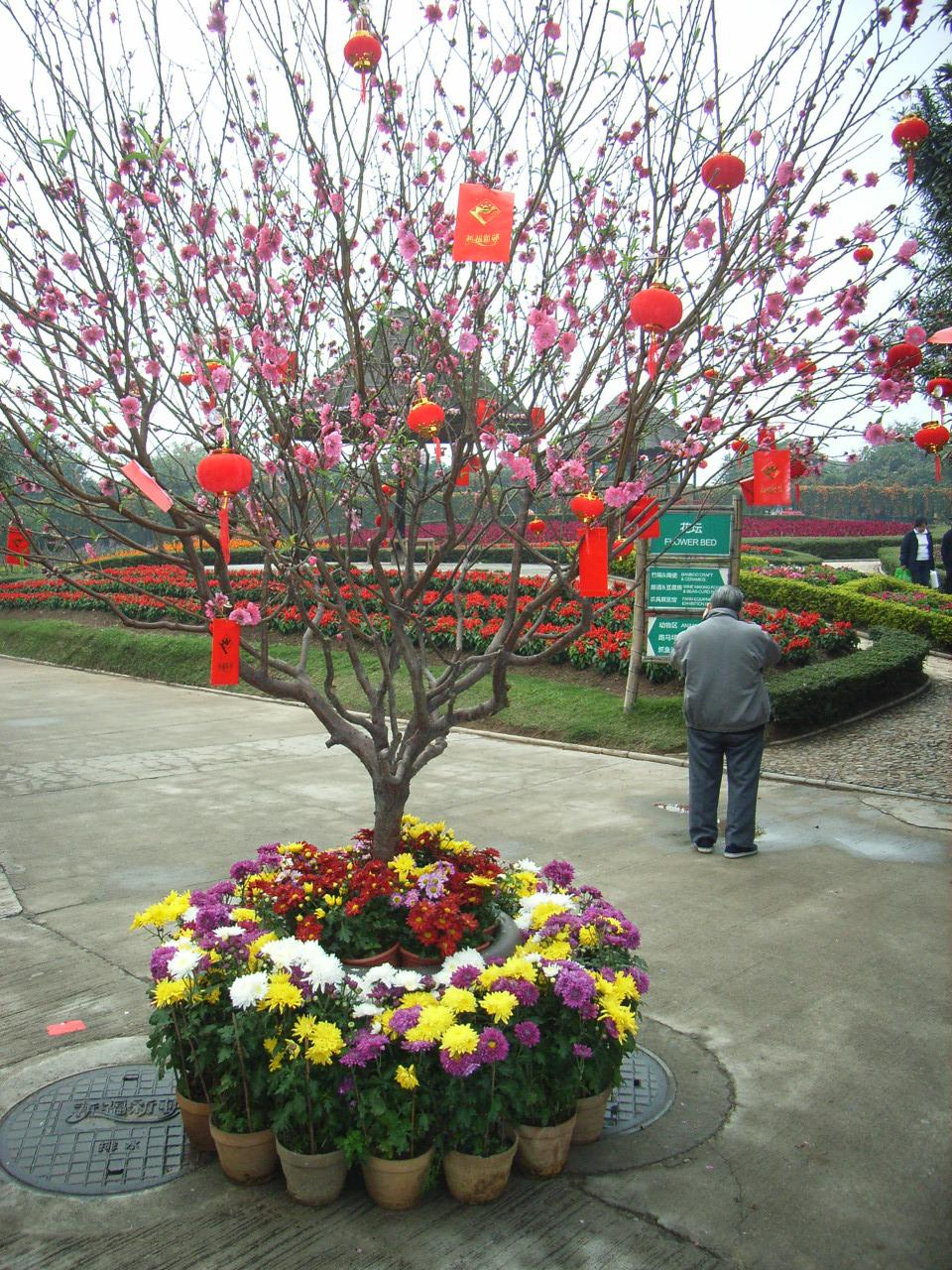
Árbol de Año Nuevo chino.

Plantar un árbol de Año Nuevo o «cây nêu» es también una costumbre vietnamita que forma parte del festival de primavera Tết. A menudo un palo de bambú sirve como «árbol».
«Hoa đào» (en el norte) o «Hoa mai» (en el sur) y kumquat, los árboles también se decoran y se exhiben en las casas vietnamitas durante el festival Tết.
En cantonés, el Árbol de Año Nuevo se llama «Nin Fa» (literalmente, Flor de Año Nuevo). El bambú es solo uno de los árboles de año nuevo para los cantoneses, los otros son el mandarino y el melocotonero. el árbol de la mandarina se llama Kat (en chino tradicional, 桔), que es un homófono de en chino tradicional, 吉, que significa buena suerte. La flor del melocotón representa buenas relaciones; el amor es una de las relaciones, así que también es un deseo de amor.